# Chacholice
Chacholice jsou vesnice a část města Chrast v okrese Chrudim. Nachází se asi 2,5 kilometru jihovýchodně od Chrasti. Chacholice jsou také název katastrálního území o rozloze 2,42 km².

## Historie
První písemná zmínka o vesnici pochází z roku 1318.